# Whereigo
Whereigo je orodje za ustvarjanje in igranje GPS avantur v realnem svetu. Leta 2001 sta orodje izdelala Jeremy Irish and Elias Alvord, leta 2008 pa je izdalo podjetje Groundspeak , namenjeno pa je predvsem iskanju zakladov v sistemu geolova. 

## Opis
V napravo, ki podpira Wherigo aplikacijo (GPS sprejemnik, tablični računalnik ali pametni telefon), je potrebno naložiti del programa (navodila) imenovanega »cartridge«, kar igralcu omogoči iskanje fizičnega zaklada.